# Envigado
Envigado è un comune della Colombia facente parte del dipartimento di Antioquia.
Il centro abitato venne fondato da Diego Beltrán de Castillo, José Ignacio Jaramillo e Modesto Tamayo nel 1775, mentre l'istituzione del comune è del 1814.